# 巴什坦基夫
48°6′28″N 29°0′0″E / 48.10778°N 29.00000°E
巴什坦基夫（烏克蘭語：Баштанків）是位於烏克蘭西南部的村莊，由敖德萨州波季利斯克区的科迪馬市鎮負責管轄。該村始建於1879年，面積4.26平方公里，2001年人口1,425，人口密度每平方公里334.51人。